# Berliet CBF
Der Berliet CBF war ein leichter französischer Lastkraftwagen aus der Zeit zu Beginn des Ersten Weltkrieges.

## Geschichte, Technik
Die allgemeine Betriebserlaubnis für den Berliet CBF wurde im Juli 1913 erteilt, indessen ging der Typ, wie ausdrücklich erwähnt wird, nicht in die Serienproduktion, es blieb bei zwei Prototypen mit den Chassisnummern 10487 und 10488.
Sein auch im PKW Berliet AX eingebauter wassergekühlter Vierzylindermotor hatte eine Bohrung von 90 und einen Hub von 140 mm, also einen Hubraum von 3563 cm³ und gab seine nicht genannte Höchstleistung bei 1300/min ab. Steuerlich war das Fahrzeug mit 16 Steuer-PS eingestuft. Das Getriebe hatte vier Vorwärtsgänge, dazu einen Rückwärtsgang. Die Radstand wird mit 3,69 m angegeben, die Spurweite vorne mit 1,59, hinten mit 1,61 m, die Nutzlast mit 2 Tonnen. Der Antrieb auf die Hinterachse erfolgte über Ketten.

## Varianten
Im Januar 1915 erhielt ein Berliet CBF Aviation seine allgemeine Betriebserlaubnis. Diese Variante glich dem oben beschriebenen Ausgangsmuster in allen Punkten, hatte jedoch den Motor Typ L (Bohrung × Hub 100 × 140 mm, Hubraum 4,4 Liter, 22 PS). Der Zusatz „Aviation“ deutet darauf hin, dass das Fahrzeug als Ausstattung der Fliegerstaffeln der französischen Armee gedacht war (die Fliegerformationen aller damaligen Armeen waren bereits voll motorisiert). Auch dieses Fahrzeug wurde nur in wenigen Stücken gebaut.